# Еврейски календар
Еврейският календар (на иврит: הלוח העברי, халуах ха-иври) е лунно-слънчев календар, използван в наши дни главно в ритуалите на юдаизма. Той определя датите на еврейските празници и текстовете, които да се четат в богослужението. В Израел се използва и за светски нужди, но тази употреба постоянно намалява за сметка на Григорианския календар.